# Тоомас Гендрік Ільвес
Тоомас Гендрік Ільвес (ест. Toomas Hendrik Ilves; * 26 грудня 1953, Стокгольм, Швеція) — президент Естонії (9 жовтня 2006 — 10 жовтня 2016). Колишній голова Соціал-демократичної партії Естонії.

## Життєпис
Народився 26 грудня 1953 в Стокгольмі в сім'ї естонців. Його батьки втекли з Естонії від мінливостей війни. Коли йому були три роки, сім'я перебралася в США, в штат Нью-Джерсі. Перебуваючи в Америці, всі члени сім'ї Ільвеса говорили тільки естонською мовою. Після закінчення звичайної американської школи, і маючи хороші знання, які давалися йому в сім'ї, він без зусиль поступив до Колумбійського університету в 1972. Там він отримував знання з експериментальної психології. Закінчив в 1976 відділення психології Колумбійського університету в Нью-Йорку, отримавши ступінь бакалавра, в 1978 захистив у Пенсільванському університеті у Філадельфії дисертацію на вчений ступінь магістра психології. Займався експериментальною психологією, опублікував з цієї спеціальності низку статей та монографію.
Певний час викладав в університетах США, Канади і Німеччини: асистент на відділенні психології Колумбійського університету (США), заступник директора Центру відкритої освіти Нью-Джерсі (США), адміністратор та директор Літературного центру у Ванкувері (Канада), викладач університету Симона Фрейзера. Згодом Ільвес працював на радіо «Вільна Європа» в Мюнхені в період з 1984 по 1993. У цей період він пройшов шлях від наукового співробітника до директора редакції радіо. Перші чотири роки там він працював науковим співробітником. У той час РВЄ складалося з двох частин: одна безпосередньо готувала передачі, а інша виконувала функції науково-дослідного інституту. Ільвес робив статистичні аналізи. Звіти про стан народного господарства Естонської РСР були, на його думку, брехливі майже від початку і до кінця, але і тут можна було черпнути дещо, що дозволяло скласти об'єктивне уявлення про стан справ.
Після відновлення незалежності Естонії в 1991 Ільвес повернувся на батьківщину предків. У 1993 став надзвичайним та повноважним послом Естонії в США, Канаді та Мексиці. Водночас, у 1993 відмовився від американського громадянства. Двічі очолював Міністерство закордонних справ у складі різних політичних коаліцій (1996—1998 і 1999—2002). У 1996 він та Яак Авіксоо запропонували проект «Стрибок тигра», спрямований на розширення комп'ютерно-обчислювальних потужностей.
У жовтні 1999 здійснив офіційний візит до Києва — вельми успішний. З кінця 1999 і до 2002 знову став надзвичайним і повноважним послом Естонії в США. У 2002—2004 — депутат естонського парламенту від партії «Помірковані», пізніше перейменовану в Соціал-демократичну партію Естонії, згодом став членом правління партії. Пізніше обраний Головою ради Північно-атлантичного інституту. У 2004 обраний в Європарламент, де займає пост заступника голови Комісії із закордонних справ.
У цей період підготував низку політичних заяв на підтримку Помаранчевої революції в Україні, був одним з найактивніших проукраїнських політиків у ЄС.

## Президентство

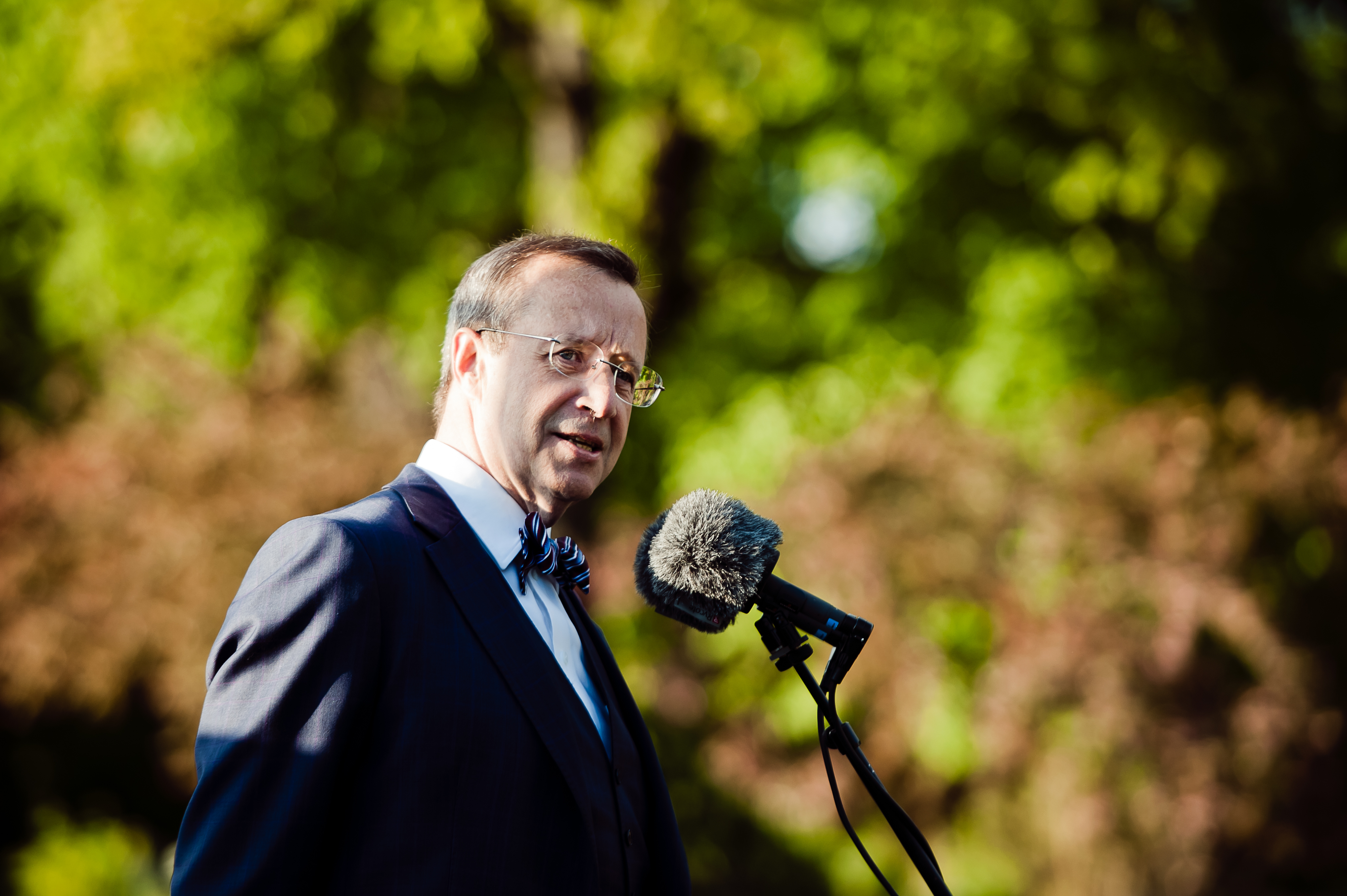
Тоомас Гендрік Ільвес (2012)

Кандидатура Ільвеса для участі в президентських виборах була висунута Партією реформ та Соціал-демократичною партією, членом якої він був, 23 березня 2006 року.
29 серпня Ільвес був єдиним кандидатом в другому і третьому колі президентських виборів в Рійгикогу (його підтримали правляча Партія реформ, а також опозиційні партії: соціал-демократи, Союз вітчизни і Res Publica. Центристська партія і Народний союз вибори в Рійгикогу бойкотували (голови цих партій закликали своїх депутатів не брати участь у виборах). За Ільвеса було віддано 64 голоси з 65 у коаліції, що підтримує його. Проте для перемоги на виборах Ільвесу потрібно було отримати дві третини від 101 голосу в Рійгикогу. Тому його кандидатура була автоматично перенесена в наступне коло виборів, намічене на 23 вересня.
23 вересня 2006 року Ільвес отримав 174 голоси в першому колі президентських виборів в Колегії вибірників і тим самим був вибраний новим президентом Естонії. Наступного дня Ільвес вийшов з Соціал-демократичної партії. Його п'ятирічний термін офіційно почався 9 жовтня 2006 року.
Вважав своїми основними завданнями возз'єднання суспільства та захист державних цінностей. На його думку глава держави повинен стежити за етичністю рішень влади. Ільвес пообіцяв приділяти більше уваги зовнішній політиці. За його словами, «дорога до Москви пролягає через Брюссель». Що стосується внутрішньої політики, то Ільвес підтримав ідею зміцнення ролі президента як «морального арбітра» в політичній сфері. Так він виступив з різкою критикою політичного тиску, що ймовірно здійснювався лідерами Центристської партії та Народного союзу на своїх депутатів в Рійгикогу та політиків на місцях.
Ільвес підтримував про-європейський курс розвитку України Естонія заблокувала проект побудови газогону Nord Stream. Засудив вторгнення Росії до Грузії під час війни в Південній Осетії: «Ми можемо сперечатися з приводу того, хто і що почав перший, але Росія окупувала іншу країну. І хтось у проросійській коаліції в Європейському Союзі має пропустити цю новину через свою голову»..
3 жовтня 2016 року Рійгікогу обрав президентом Керсті Кальюлайд

## Особисте життя
Своїми хобі Ільвес називає зовнішню політику, читання, середземноморську кухню, відновлення хутора Ерма і будівництво бібліотеки. Він дуже любить прогулянки лісом і роботу на свіжому повітрі. Свого часу працював лісовим пожежником в одному з штатів США.
З першою дружиною, американським психологом Марі Беллок, Ільвес зберіг хороші стосунки. Від першого шлюбу у нього дочка Юлія Кристійне (1992), і син, Луукас Кристиян (1987), який вчиться в Стенфордському університеті. Син пише статті про зовнішню політику. Луукас і Тоомас постійно спілкуються інтернетом, обмінюються думками, сперечаються щодо політичних питань.
Друга дружина — Евелін Ільвес (2004—2015). У них народилася донька Кадрі Кейю (2003). Евелін жила на хуторі, виховувала доньку, намагалася відновити хутір, хоч це й вимагало дуже серйозних капіталовкладень. Тому Евелін плекала ідею влаштувати там невеликий готель.
У січні 2016 року Президент Естонії Тоомас Хендрік Ільвес та Ієва Купце повінчались у церкві Святої Анни в Халлісте, яка була домашньою церквою сім'ї Ільвес ще у 18 столітті. Син від цього шлюбу — Ганс Гендрик (2016)

## Відзнаки і нагороди
- Великий офіцер ордена Почесного легіону (2001)
- Орден герба Естонської Республіки III класу (2004)
- Орден Трьох зірок Латвійської Республіки (2004)
- Орден Хрест Марьямаа (2006)
- Лицар Великого Хреста Ордена Лазні Сполученого Королівства Велика Британія (2006)
- Орден Білої Рози Фінляндської республіки (2007)

## Виноски
1. ↑  Польща й Естонія висловили підтримку демократичним силам України. Архів оригіналу за 23 квітня 2007. Процитовано 4 квітня 2009. [Архівовано 2007-04-23 у Wayback Machine.]
2. ↑  Труба розбрату. Архів оригіналу за 9 листопада 2013. Процитовано 4 квітня 2009. [Архівовано 2013-11-09 у Wayback Machine.]
3. ↑  Politicologie's Weblog. Архів оригіналу за 9 листопада 2013. Процитовано 4 квітня 2009.
4. ↑  Президент Естонії втретє одружився (фото). ukranews.com. Українські новини. 3 січня 2016. Архів оригіналу за 4 березня 2016.